# STS-129
STS-129 (englisch Space Transportation System) ist die Missionsbezeichnung für einen Flug des US-amerikanischen Space Shuttles Atlantis (OV-104) der NASA. Der Start erfolgte am 16. November 2009 um 19:28 Uhr UTC. Es war die 129. Space-Shuttle-Mission und der 31. Flug der Raumfähre Atlantis.
Die Mission STS-129 brachte Versorgungsgüter, Ersatzteile und Experimente mit Hilfe der EXPRESS Logistics Carrier (ELC) 1 und 2 zur Internationalen Raumstation. Im Verlauf ihres Einsatzes montierten die Astronauten die beiden ELCs und verrichteten bei drei Außenbordeinsätzen anstehende Wartungsarbeiten an der Station.

## Mannschaft
Die Besatzung wurde am 30. September 2008 bekannt gegeben.
- Charlie Hobaugh (3. Raumflug), Kommandant
- Barry Wilmore (1. Raumflug), Pilot
- Robert Satcher (1. Raumflug), Missionsspezialist
- Michael Foreman (2. Raumflug), Missionsspezialist
- Randolph Bresnik (1. Raumflug), Missionsspezialist
- Leland Melvin (2. Raumflug), Missionsspezialist

### ISS-Crew Rückflug
ISS-Expedition 20
- Nicole Stott (1. Raumflug), Bordingenieurin[2]

Dies war der letzte Flug, bei dem ein Besatzungsmitglied der ISS mit einem Space Shuttle abgeholt wurde. Danach wurde der Mannschaftsaustausch ausschließlich über Sojus-Raumschiffe abgewickelt.

## Vorbereitungen

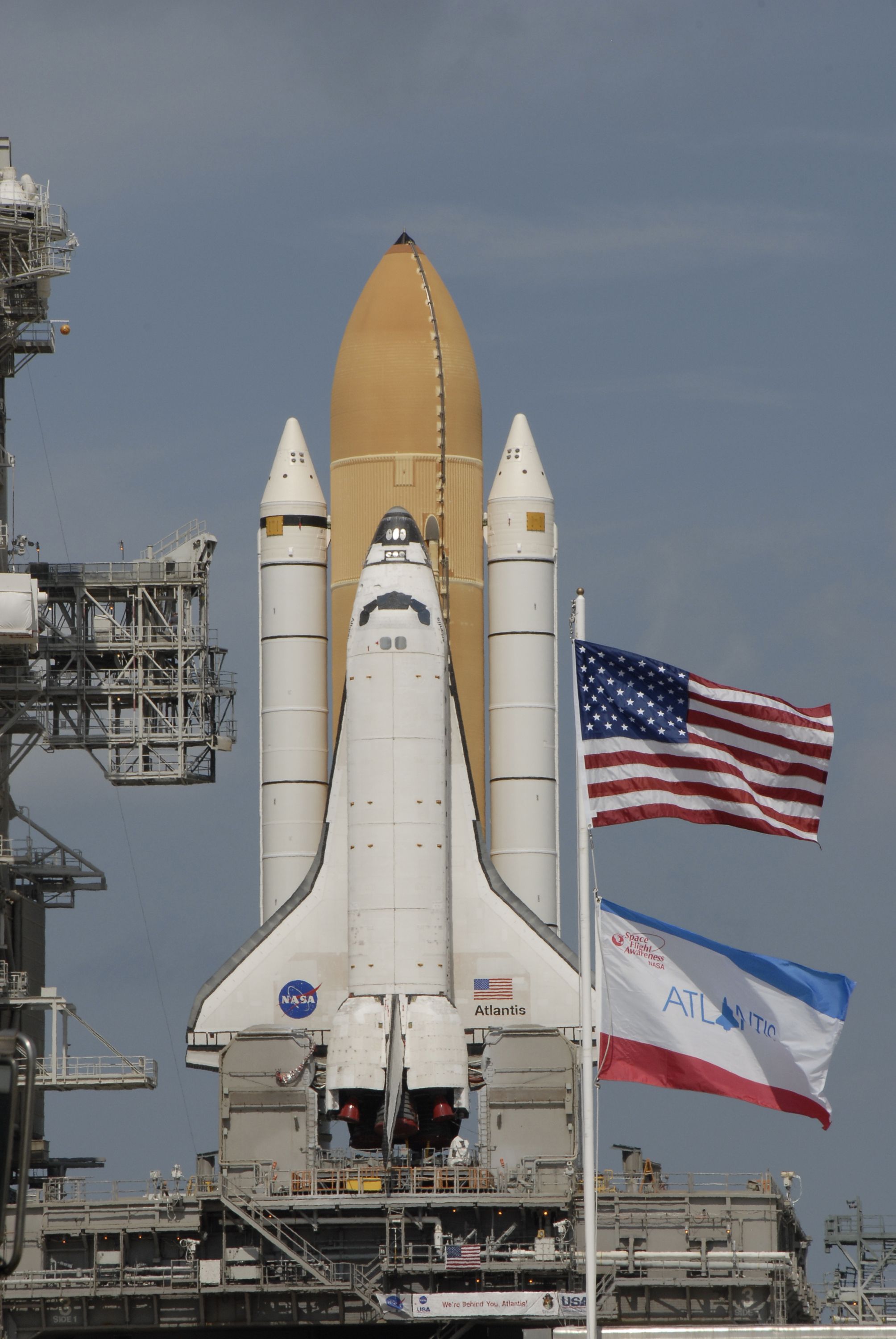
Die Atlantis nach dem Rollout am 14. Oktober 2009

Nach der Rückkehr von der Hubble-Reparaturmission STS-125 wurde das Space Shuttle Atlantis mit dem Shuttle Carrier Aircraft vom Luftwaffenstützpunkt Edwards in Kalifornien zum Kennedy Space Center in Florida zurückgebracht. In der Orbiter Processing Facility fanden die routinemäßigen Inspektionen und Ausbesserungen der Raumfähre statt.
Dabei zeigte sich, dass während der letzten Mission der Atlantis ein Halteknauf einer Arbeitsleuchte versehentlich zwischen das Cockpitpanel und Cockpitscheibe Nr. 5 geraten war und sich später durch den Anstieg des Außendrucks vor der Landung dort verklemmte. Die Entfernung des Knaufs gelang erst, nachdem die Mannschaftskabine unter Druck gesetzt wurde. Wäre die Scheibe dabei gesprungen, hätte die Reparatur sechs Monate gedauert, sogar die Stilllegung der Atlantis wäre in dem Fall eine Option gewesen.
Das Aufeinanderstapeln der Feststoffbooster begann im März 2009, im September wurde der Außentank mit den Boostern verbunden. Am 6. Oktober wurde das Shuttle ins Vehicle Assembly Building (VAB) überführt, wo es zwei Tage später mit dem Außentank verbunden wurde. Der gesamte Startaufbau mit der Atlantis wurde am 14. Oktober beim sogenannten Rollout zur Startrampe gefahren. Die Crew flog am 19. Oktober zum Terminal Countdown Demonstration Test nach Florida. Wegen des anstehenden Ares-I-X-Testfluges wurde diese Generalprobe gekürzt und der Rest des Trainings am 2. und 3. November durchgeführt. Bei der Flugbereitschaftsabnahme am 29. Oktober, dem sogenannten Flight Readiness Review (FRR), wurde das Startdatum offiziell auf den 16. November festgelegt. Zudem wurde während des Reviews ein größeres strukturelles Problem an der Aufhängung einer OMS-Gondel diskutiert, den Ingenieuren gelang es jedoch rechtzeitig eine Lösung zu finden und der Countdown konnte planmäßig gestartet werden.
Bedingt durch zwei andere unbemannte Missionen, welche Anfang November von Cape Canaveral aus starten sollten, betrug das Startfenster für STS-129 damals lediglich zwei Tage. Wenige Tage vor dem geplanten Shuttle-Start sollte eine Atlas V von Cape Canaveral abheben, wenige Tage danach eine Delta IV. Dem Shuttle hätte bei einer Verschiebung des Starts der Atlas V um nur 24 Stunden sogar nur ein Tag zur Verfügung gestanden. Da jedoch der Start der Atlas V AV-024 aus technischen Gründen länger verschoben werden musste, hatten die anderen geplanten Starts keine Auswirkungen auf das Startfenster von STS-129. Hätte das Shuttle im angegebenen Startfenster aus technischen oder meteorologischen Gründen nicht starten können, wäre dies erst Anfang Dezember wieder möglich gewesen. Dies ist durch den Winkel der ISS-Bahn zur Sonne bedingt, da ein angedocktes Shuttle bei einem Start nach dem 21. November überhitzen würde. Diese Phase, welche bis zum 6. Dezember dauerte, wird auch beta angle cutout oder beta cutout genannt.

## Missionsverlauf

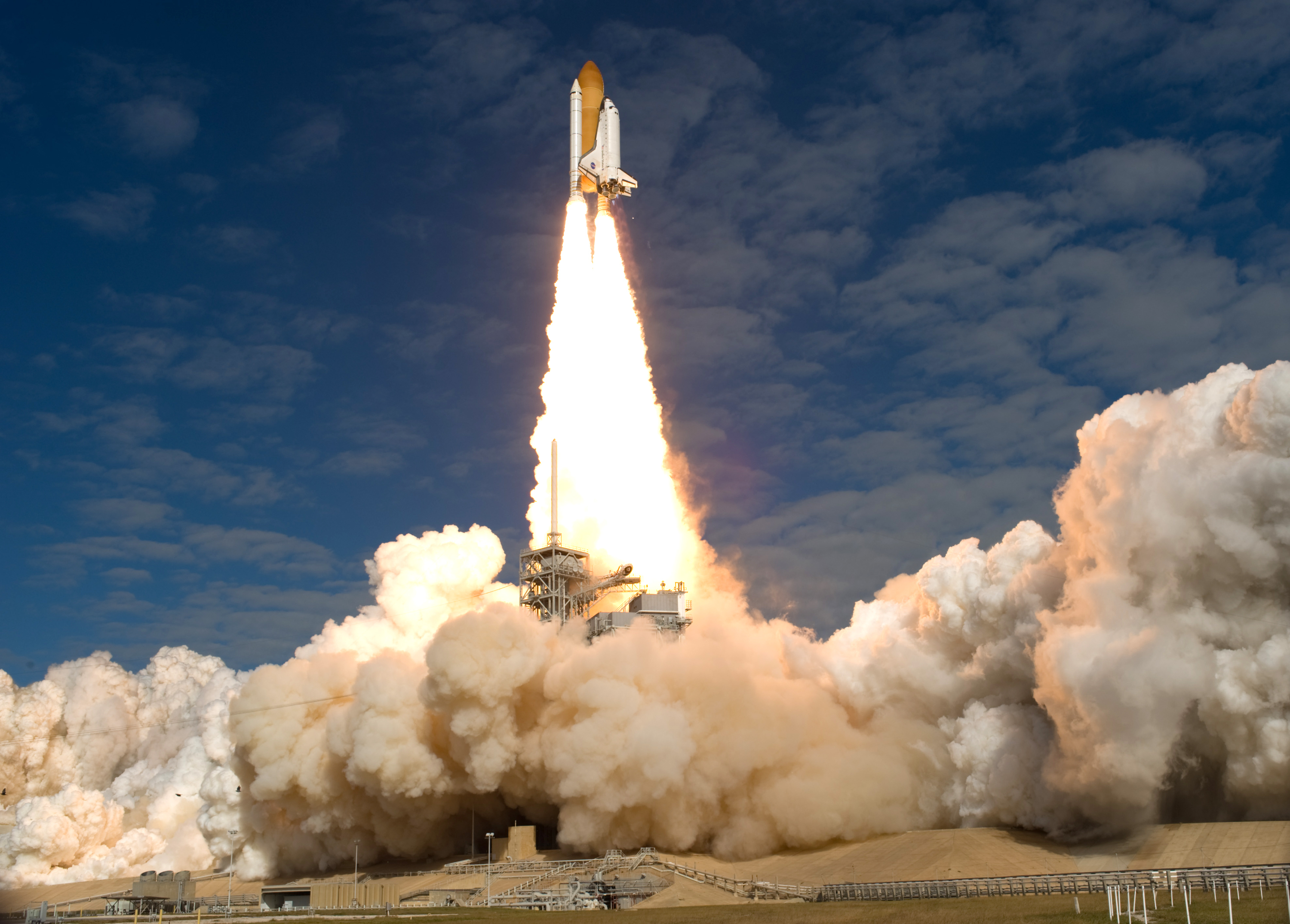
Die Atlantis hebt ab.

### Start, Rendezvous und Kopplung
Der erste Starttermin war für den 16. November 2009 festgesetzt. Da es keine größeren technischen Probleme gab und das Wetter kooperierte, hob die Atlantis um 19:28:10 UTC ab. Auch der achteinhalbminütige Aufstieg verlief fehlerfrei. Nach dem Abschalten der Haupttriebwerke begann die Besatzung mit den Vorbereitungen für die erste Triebwerkszündung (OMS-2) der OMS-Triebwerke, welche nach etwa 40 Minuten erfolgte. Eine Dreiviertelstunde später wurde die Nutzlastbucht geöffnet und der Roboterarm aktiviert. Kurz darauf begab sich die Besatzung zur Nachtruhe und beendete den ersten Flugtag.
Der zweite Flugtag (17. November) diente der üblichen Inspektion des Hitzeschildes mittels des Orbiter Boom Sensor Systems sowie der Vorbereitung der Raumanzüge und der Kopplungseinrichtung.

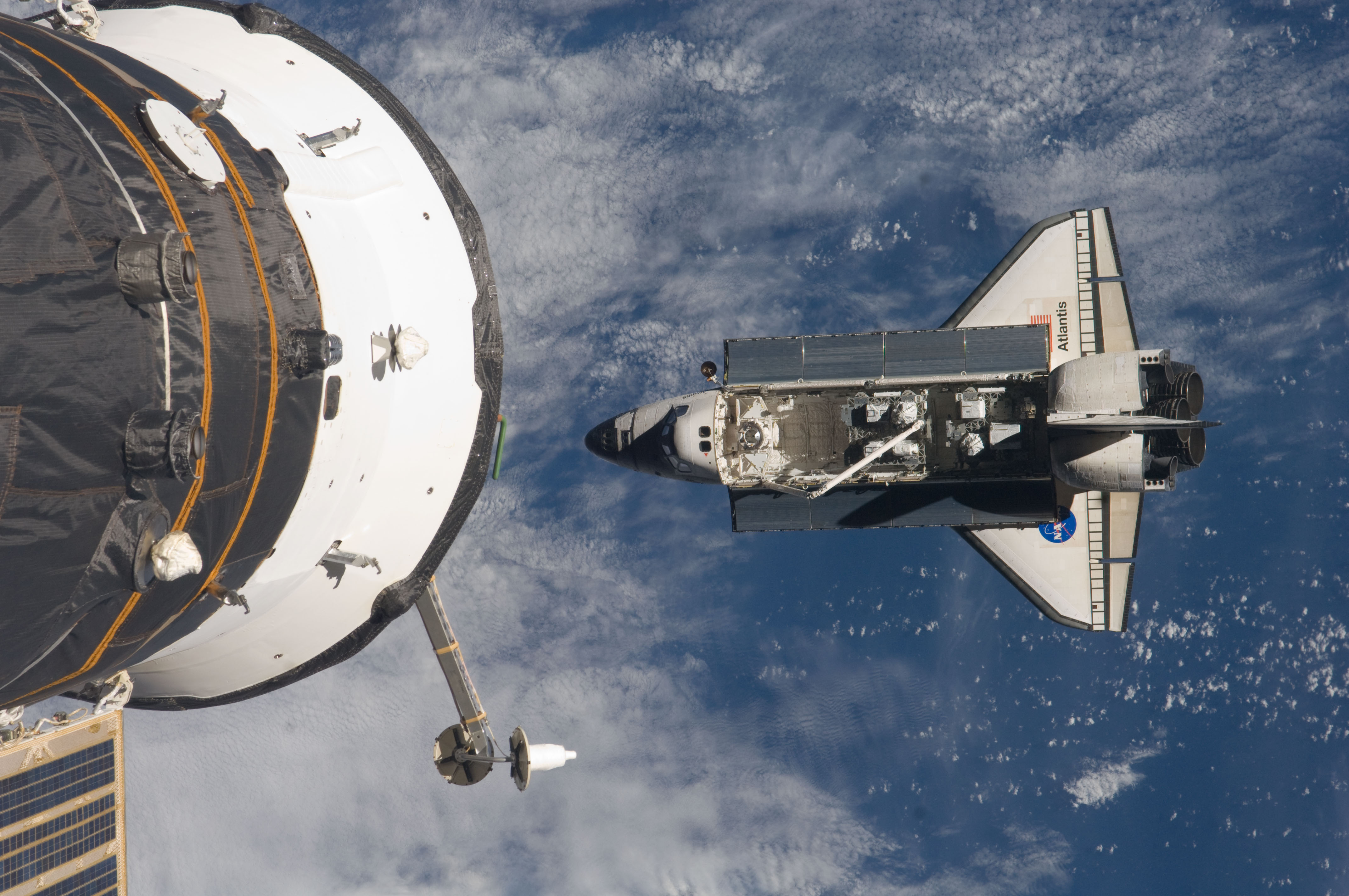
Die Atlantis nähert sich der Station

Die Kopplung der Atlantis fand am dritten Flugtag (18. November) um 15:51 UTC statt, nachdem die Atlantis das Rendezvous Pitch Manöver durchgeführt hatte. Um 18:28 UTC wurden die Luken zwischen den beiden Raumfahrzeugen geöffnet und die Besatzungen begrüßten einander. Mit dem Öffnen der Luken wurde Nicole Stott offiziell Teil der Atlantis-Besatzung. Die Crews arbeiteten wenig später an der Montage der ELC-1-Palette und brachten diese mit Hilfe der Roboterarme des Shuttles und der Station auf der Backbordseite der Station an (in Standardflugrichtung links). Die ISS wird aber zum Schutz des empfindlichen Hitzeschilds des Shuttles während der Mission um 180 Grad gedreht. Sie begannen ebenfalls mit dem Transfer von Ausrüstungsgegenständen für die geplanten Außenbordeinsätze. Um die in ihren Körpern gelösten Gase (speziell Stickstoff) zu reduzieren, begaben sich Mike Foreman und Robert Satcher in die Luftschleuse Quest und verbrachten die Nachtruhe dort, wobei sie unter reduziertem Luftdruck reinen Sauerstoff atmeten. Dieser Vorgang, Campout genannt, wird vor jedem Ausstieg durchgeführt.

### Arbeiten an der ISS

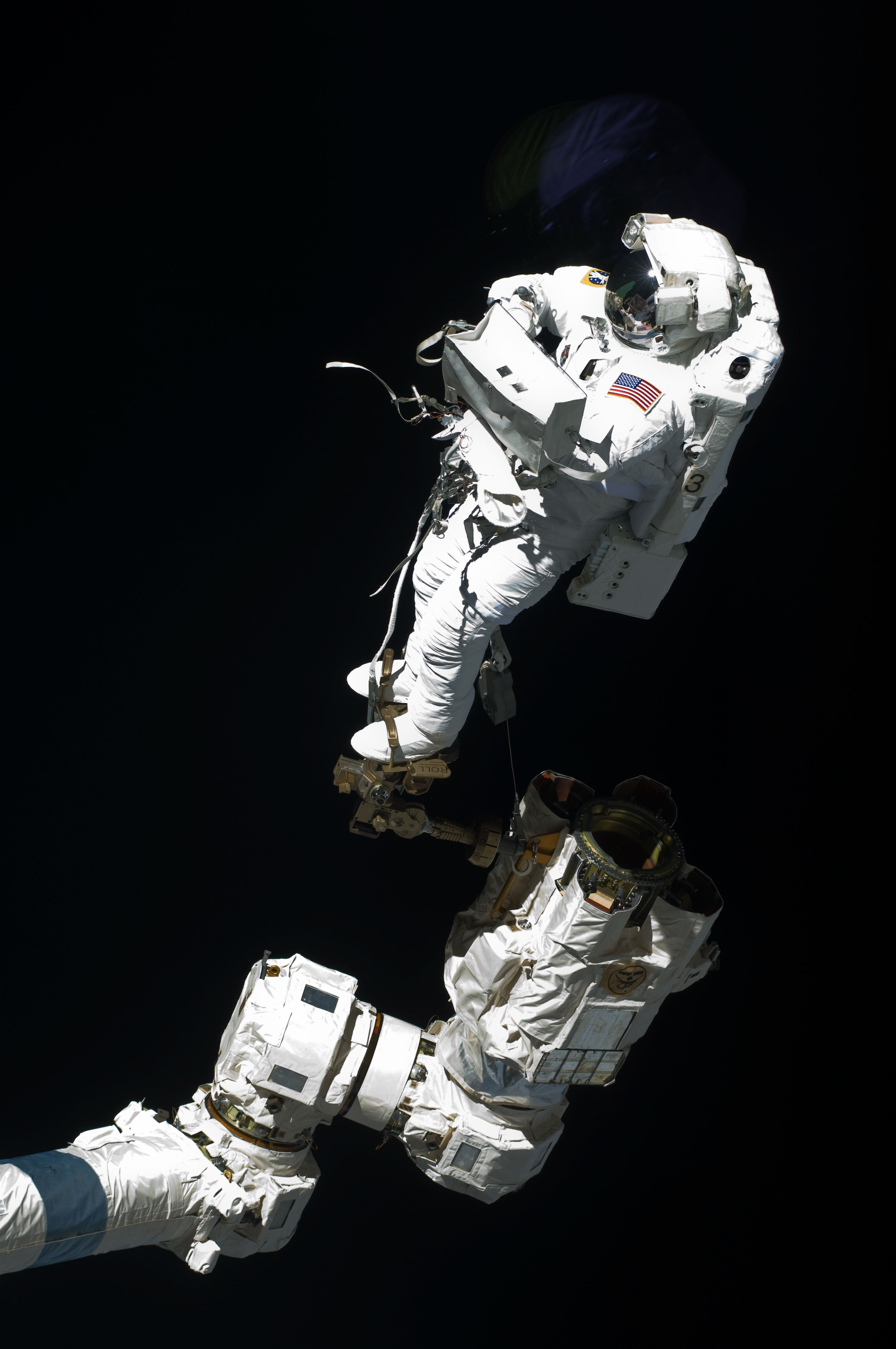
Robert Satcher am Roboterarm der Station

Der Ausstieg des vierten Flugtages (19. November) begann mit dem Umschalten der Raumanzüge auf interne Energiequellen um 14:24 UTC. Foreman und Satcher arbeiteten zunächst daran, eine Reserve-S-Band-Antenne am Z1 Element anzubringen. Sie beendeten diese Aufgabe eine Stunde vor der geplanten Zeit und teilten sich dann auf. Foreman installierte eine Funkantenne am Destiny-Modul, bevor er zum Unity-Modul wechselte, wo er einen Handlauf gegen eine Klammer für eine Ammoniakleitung zum zukünftigen Tranquility-Knoten tauschte. Satcher schmierte die Kopplungspunkte für den Stationsarm am Mobilen Basissystem und für den Kibō-Arm ein. Nach diesen Aufgaben hatten sie zwei Stunden Zeit für weitere Aufgaben zur Verfügung. Man entschied sich, zusätzlich die Halterung für externe Nutzlasten (PAS) an der erdzugewandten Seite des Steuerbordauslegers S3 der Station auszubringen, anstatt dies erst während des zweiten Ausstiegs durchzuführen. Der Ausstieg endete nach 6 Stunden und 37 Minuten um 21:01 UTC. 
Während des Ausstiegs wurde im Unity-Modul damit begonnen, die für Februar geplante Ankunft des Tranquility-Moduls vorzubereiten. Die Expedition-21-Mitglieder Frank De Winne und Jeffrey Williams legten in diesem Zusammenhang Leitungen für Ventilation, Strom, Daten und zur Kühlung.
Flugtag fünf (20. November) diente hauptsächlich der Wartung an der Atlantis und der Station. Es wurden einige Komponenten ausgetauscht, während zugleich der Materialtransfer zwischen den Raumfahrzeugen fortgeführt wurde. In der Nutzlastbucht des Shuttles erfolgte die Kopplung der ELC-2-Plattform mit dem Roboterarm der Atlantis, um diese tags darauf zur Installation an den Roboterarm der Station zu übergeben. Der Tag endete mit dem Beginn des Campouts des Duos Foreman – Bresnik in Vorbereitung auf den zweiten Ausstieg.

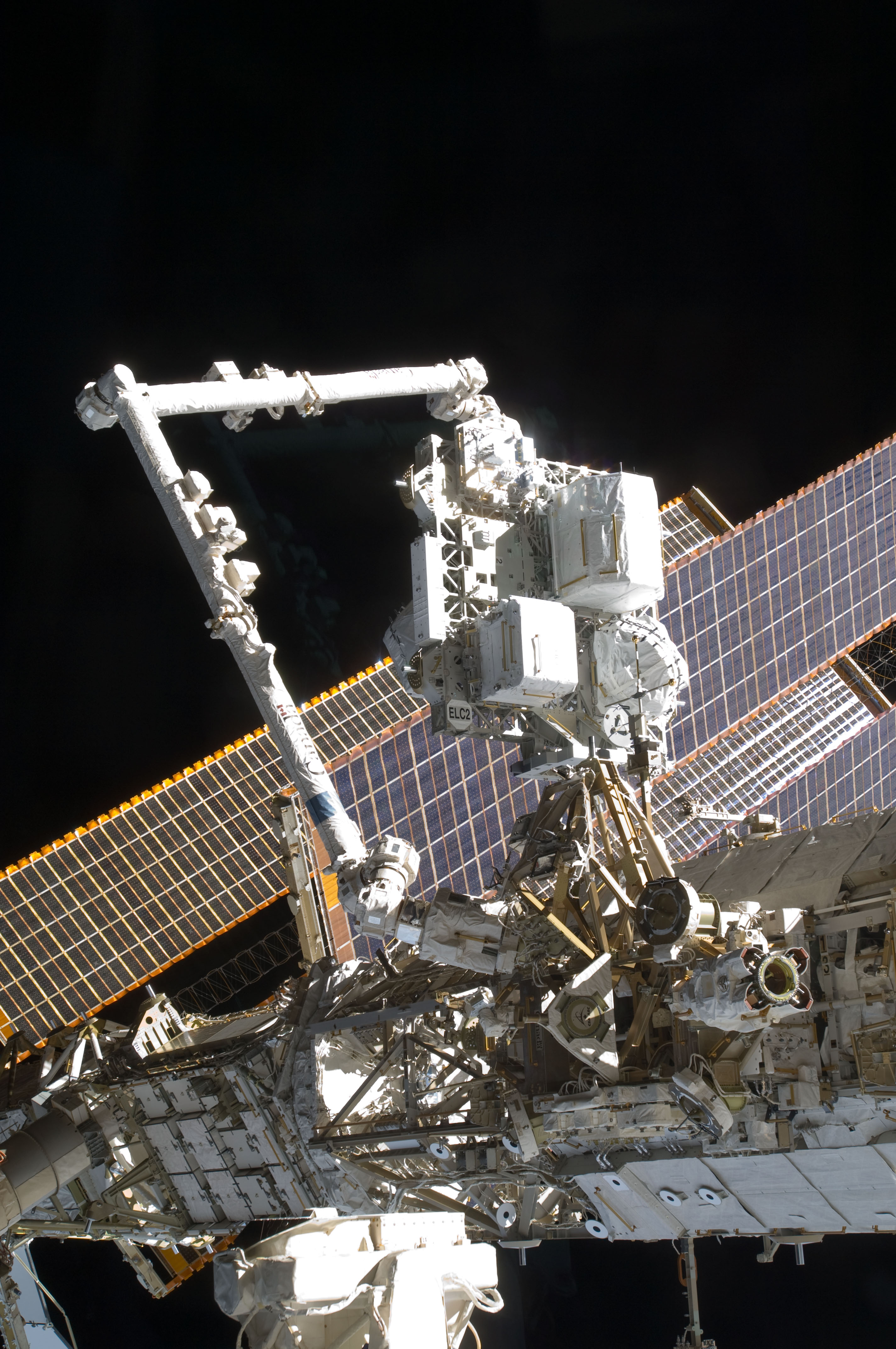
ELC 2 wird montiert.

In der Schlafperiode zwischen den Flugtagen fünf und sechs (21. November) kam es zu einem Dekompressionsalarm, der sich jedoch als Fehlalarm entpuppen sollte. Um der Crew einen Ausgleich zum fehlenden Schlaf zu gewähren, wurden einige Aktivitäten des sechsten Flugtages nach hinten verschoben. So begann der zweite Ausstieg der Mission erst um 14:31 UTC, nachdem ELC-2 am S3-Segment befestigt wurde. Foremans und Bresniks erste Aufgabe bestand in der Installation einer als GATOR bezeichneten Antenne, welche anfliegende Raumfahrzeuge identifizieren und Funkkontakt mit ihnen ermöglichen soll. Sie konnten die Aufgabe mit einer Zeitersparnis von 40 Minuten abschließen und begaben sich danach zum P1-Segment und veränderten die Position einer Messeinheit für das elektrische Potential der Station, so dass der für 2010 zur Montage vorgesehene Alpha-Magnet-Spektrometer dort angebracht werden konnte. Das Duo begab sich anschließend zum S1-Segment und entfaltete eine weitere Halterung für externe Nutzlasten (PAS), bevor sie am S3-Segment einen Empfänger für die Signale der drahtlosen Helmkameras anbrachten. Da auch bei dieser Aufgabe Zeit gewonnen werden konnte, wurde den Astronauten aufgetragen, ein weiteres PAS an S3 zu öffnen. Sie arbeiteten danach an einigen Antennenkabeln, welche während der vorhergehenden Shuttle-Mission STS-128 nicht verbunden werden konnten. Eine Verbindung gelang zwar, jedoch waren die Signale der Antennen nicht wie erwartet. Nach einigen weiteren Aufgaben am PMA-1-Modul beendeten die Astronauten den sechs Stunden und acht Minuten dauernden Ausstieg um 20:39 UTC.
Flugtag sieben (22. November) begann mit der Nachricht von Bresnik, dass seine Tochter in der Nacht von Samstag auf Sonntag geboren wurde. Er hatte dies kurz zuvor bei einem privaten Telefonat erfahren. Die Besatzungen hatten die erste Hälfte des Tags freigestellt bekommen und bereiteten sich später am Tag auf den dritten und letzten Ausstieg der Mission vor, für welchen Bresnik und Satcher ein Campout begannen.

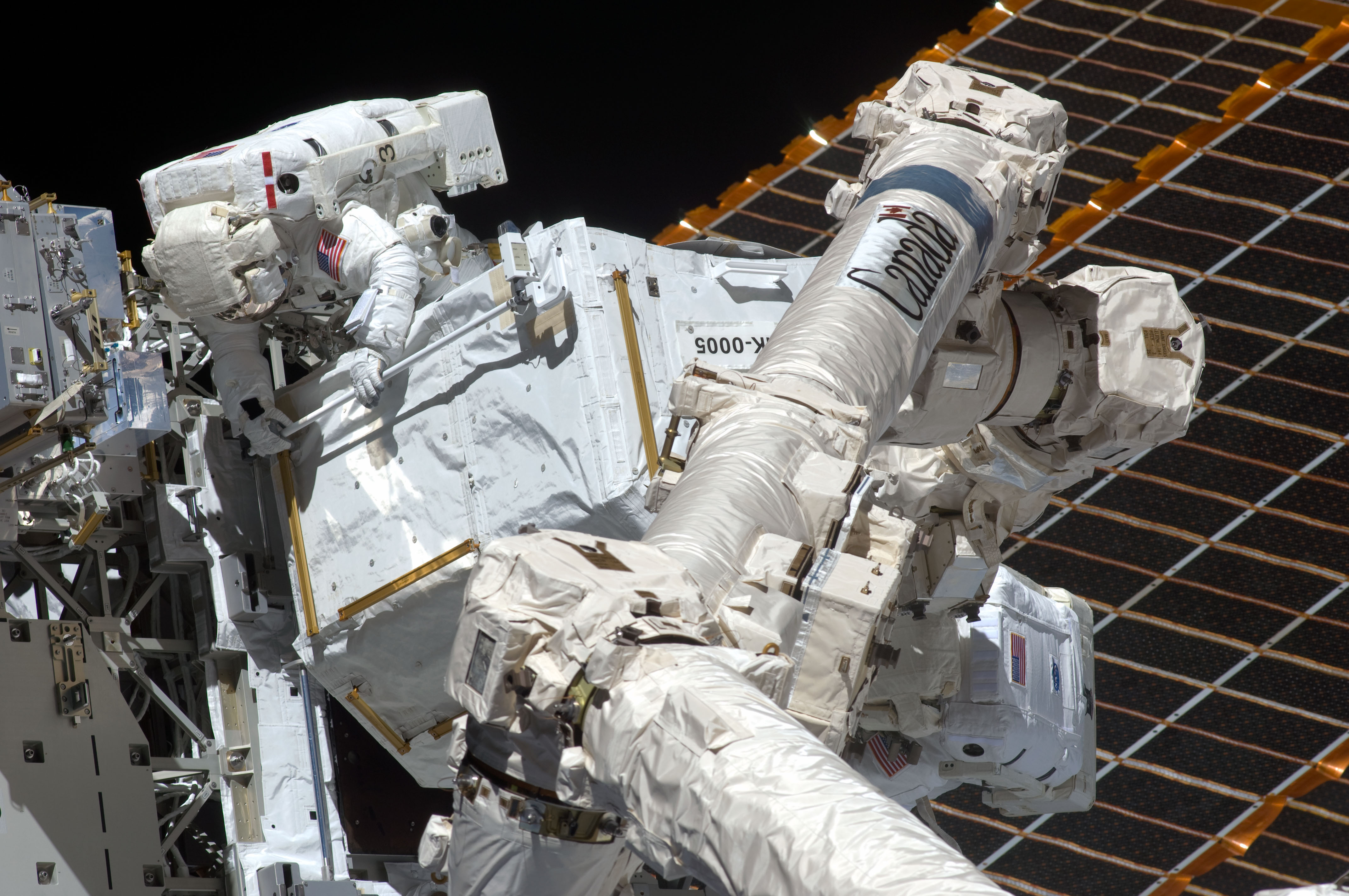
Randolph Bresnik und Robert Satcher am Sauerstofftank

Der dritte Ausstieg am siebten Flugtag (23. November) begann um 12:24 UTC mehr als eine Stunde später als geplant, so dass die EVA von der Missionsleitung gekürzt wurde. Ein Trinkwasserventil in Satchers Raumanzug war verrutscht, das Problem konnte jedoch noch vor Beginn des Ausstiegs behoben werden. Die Raumfahrer installierten einen Sauerstofftank, welcher auf ELC-2 geliefert wurde, an der Quest-Luftschleuse und brachten das MISSE-7-Paket auf ELC-2 an. Sie entfernten einige Mikrometeoritenschilde von Quest und sicherten sie an der externen Lagerplattform ESP-2. Satcher arbeitete danach an einem Ammoniaktank, welchen er zur Vorbereitung auf STS-131 teilweise löste und installierte einige Hitzeschutzmatten an den Kameras des Mobile Servicing Systems und am Greifmechanismus des Stationsroboterarms. Bresnik arbeitete an der Elektronik der Station. Der Ausstieg endete um 18:06 UTC nach 5 Stunden und 42 Minuten.
Der achte Flugtag (24. November) diente den Vorbereitungen auf die Abkopplung der Atlantis. Außerdem übertrug Frank De Winne das Kommando über die Station an Jeffrey Williams. Dies war das erste Mal, dass dies im Beisein einer Gastbesatzung durchgeführt wurde. Die Luken wurden schließlich um 18:12 UTC geschlossen.

### Rückkehr

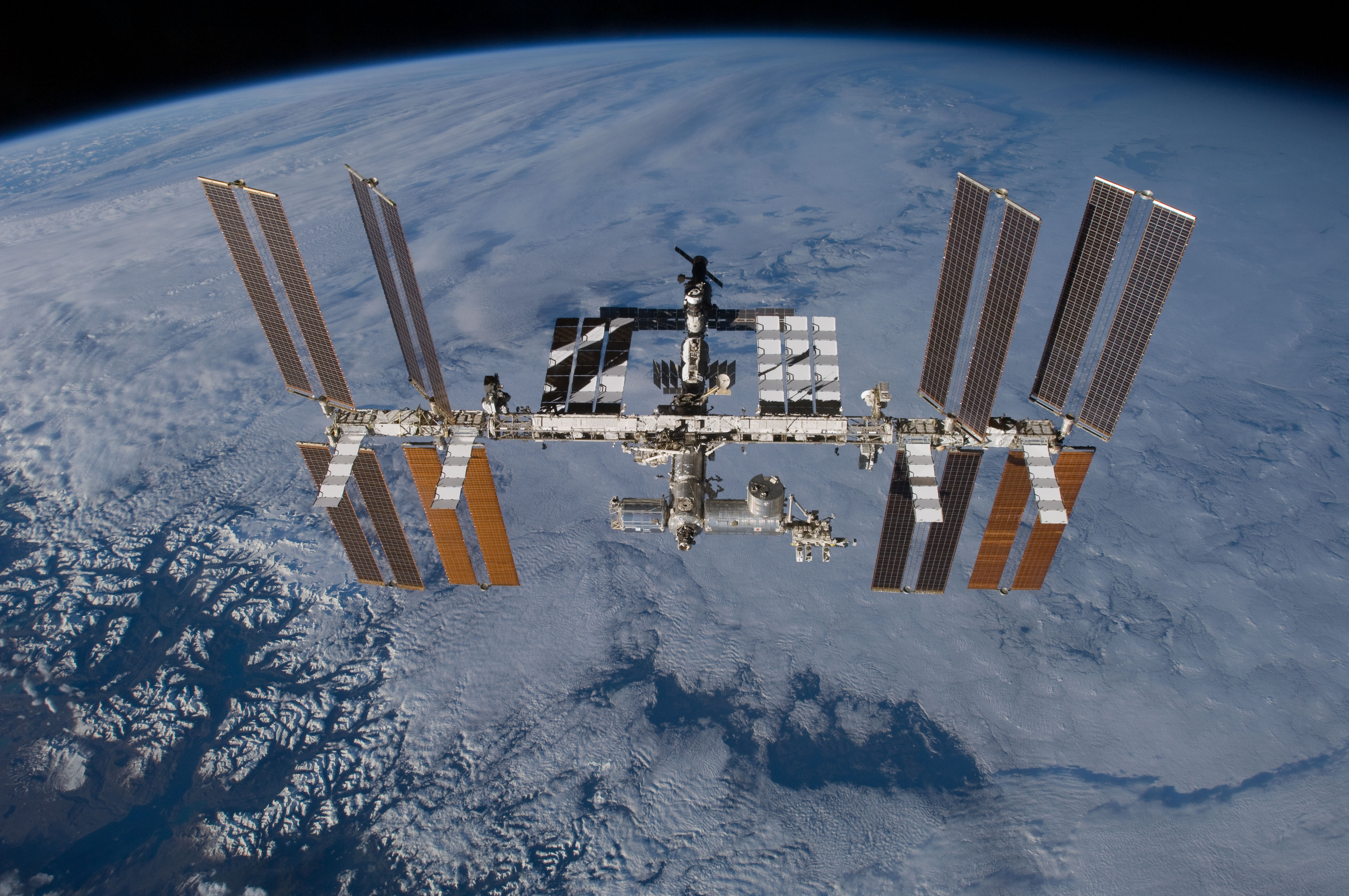
Die ISS beim Flyaround

Am neunten Flugtag (25. November) um 9:53 UTC trennte sich die Atlantis wieder von der Raumstation, welche anschließend einmal umrundet wurde, um den Zustand der Station fotografisch festzuhalten. Die Crew begann anschließend damit, den Hitzeschild erneut mit Hilfe des OBSS zu untersuchen.
Am 10. Flugtag (26. November) standen die Vorbereitungen für die Landung an. Es wurden lose Gegenstände verstaut und die für den Wiedereintritt und die Landung nötigen Systeme getestet. Außerdem wurde ein spezieller Liegesitz für Nicole Stott aufgestellt, um ihr die Anpassung an die Schwerkraft nach über 90 Tagen im All zu erleichtern. Darüber hinaus hatten die Besatzungsmitglieder die Gelegenheit bekommen, Thanksgiving mit einem traditionellen Essen zu feiern, jedoch hatten sie ein solches nicht beim Start mit sich geführt. Offensichtlich wurde es von der Besatzung der Internationalen Raumstation gespendet.

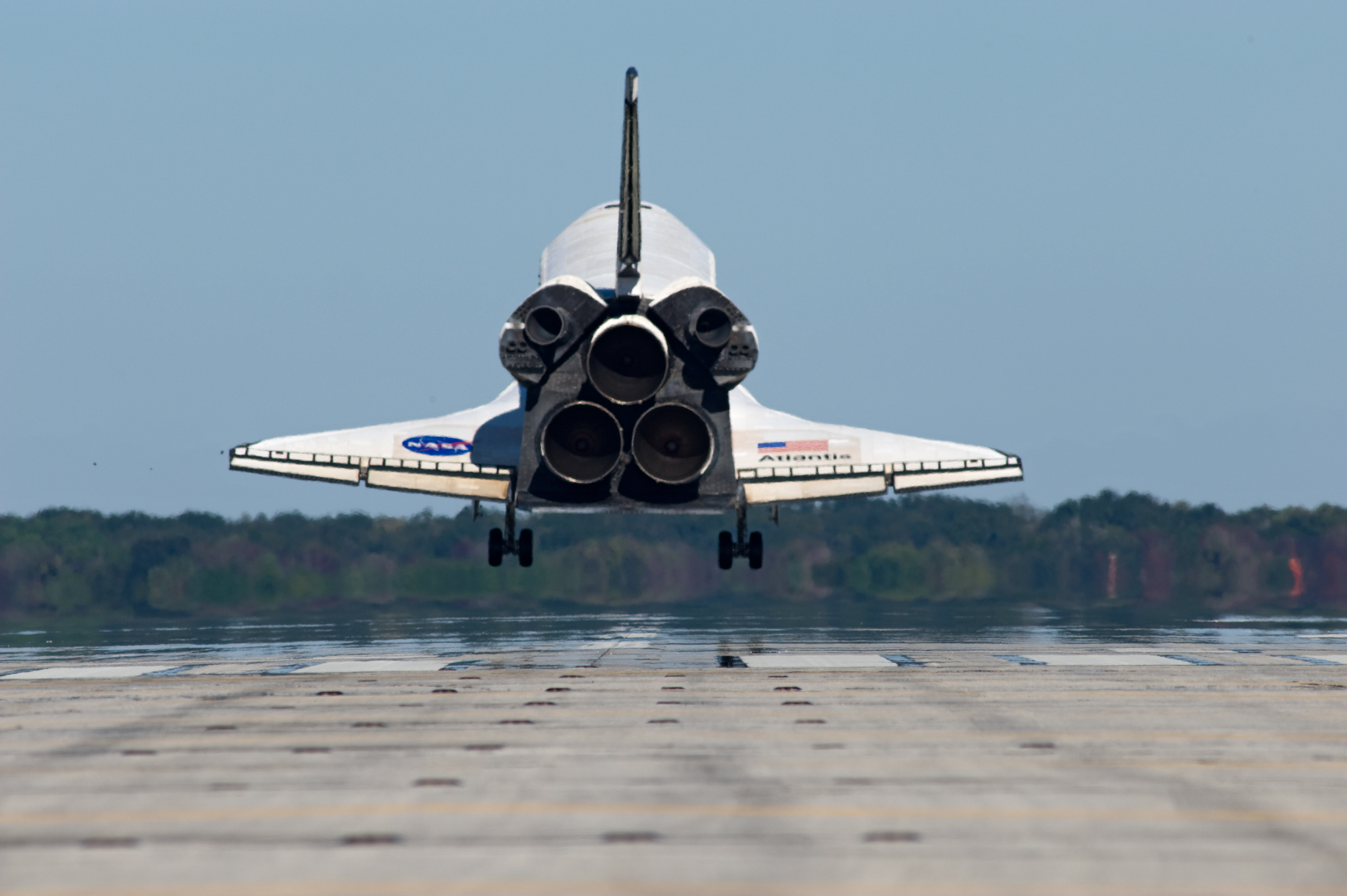
Die Landung der Atlantis auf der Shuttle Landing Facility

Der erste Landeversuch war für den elften Flugtag (27. November) am Kennedy Space Center geplant. Da das Wetter am Landeplatz einwandfrei war, wurde um 13:37 UTC die Landung durch den sogenannten Deorbit Burn eingeleitet, welcher die Raumfähre genügend verlangsamte, um wieder in die Erdatmosphäre einzutreten. Das Hauptfahrwerk setzte nach einem einwandfreien Flug um 14:44:23 UTC auf Bahn 33 der Shuttle Landing Facility auf. Wenig später erreichte ein Fahrzeugkonvoi die Raumfähre und begann mit deren Sicherung. Nach einem kurzen medizinischen Check begab sich die Crew mit Ausnahme von Nicole Stott zum traditionellen Rundgang um den Orbiter. Die Atlantis wurde anschließend zurück in ihren Hangar überführt, um auf ihre vorletzte Mission, STS-132, vorbereitet zu werden.